# راي شريمرد
راي شريمرد (بالإنجليزية: Rae Sremmurd)‏ (عكس كلمة "Ear Drummers" وتعني طبلة الأذن) هم ثنائي هيب هوب أمريكي انحدر من توبيلو، ميسيسيبي ومؤلف من شقيقين، سليم جكسمي وسواي لي. في عام 2013، وقعوا على صفقة قياسية باسم راي شريمرد مع مايك ويل مايد إت. في يناير 2015، أصدر الثنائي ألبومهم الأول شريم لايف ‏، والذي تم اعتماده بشهادة بلاتنيوم (باع أكثر من مليون نسخة) من قبل رابطة صناعة التسجيلات الأمريكية. في أغسطس 2016، أصدر الثنائي ألبومهم الثاني، شريم لايف 2. خلال نفس العام، أنشأ الثنائي أيضًا علامة التسجيل الخاصة به، والتي تسمى شريم لايف كرو ريكوردز. يشتهر الثنائي بأغنية «بلاك بيتلز» الفردية من ألبوم شريم لايف 2، والتي حققت المركز الأول في الولايات المتحدة في ترتيب بيلبورد هوت 100، في حين أنها حققت دوليًا في المراكز العشرة الأوائل في العديد من البلدان. أصدر الثنائي أيضًا أغاني فردية أخرى اعتمدت بشهادة بلاتنيوم وهم«نو تايب» و «نو فليكس زون» و «سوانغ». تم إصدار ألبوم الاستوديو الثالث شريم لايف 3 في 4 مايو 2018، وكان بمثابة ألبوم ثلاثي.

## ديسكغرافيا
- شريم لايف (2015)
- شريم لايف 2 (2016)
- شريم لايف 3 (2018)
- شريم لايف 4 (2020)[5]

## روابط خارجية
- راي شريمرد على موقع IMDb (الإنجليزية)
- راي شريمرد على موقع ميوزك برينز (الإنجليزية)
- راي شريمرد على موقع رولينغ ستون (الإنجليزية)
- راي شريمرد على موقع أول ميوزيك (الإنجليزية)
- راي شريمرد على موقع ديسكوغز (الإنجليزية)